# Vologda (fiume)
La Vologda (in russo Вологда?) è un fiume della Russia europea centrale, affluente di destra della Suchona. Scorre nel Vologodskij rajon dell'oblast' di Vologda.
Nasce e scorre nella parte centro-occidentale della oblast' di Vologda, in una zona boschiva a nord-ovest della città di Vologda. La corrente nei tratti superiori è piuttosto veloce, il canale è tortuoso. La direzione generale del fiume è verso est. Nella periferia nord-occidentale di Vologda (che il fiume attraversa) riceve il suo più grande affluente, il Tošnja (lungo 103 km). Dopo la città, il fiume sfocia in una vasta pianura paludosa. La corrente si placa. Sfocia nella Suchona nel suo alto corso, a 494 km dalla foce, poche centinaia di metri a valle dalla foce del Leža. 
Due chilometri prima della foce un canale laterale chiamato Okol'naja Suchona, collega la Vologda alla Leža. Il fiume è navigabile dalla confluenza della Tošnja alla foce.